# ایزرت
ایزرت (به آلمانی: Isert) یک شهر در آلمان است که در راینلاند-فالتس واقع شده‌است.

## خصوصیات
ایزرت ۱۷۷ نفر جمعیت دارد.